# ماسي
 ماسي هي قرية في أبرشية ساريما الواقعة في مقاطعة سار،  تقع في الجزء الشرقي من جزيرة ساريما في إستونيا إلى الشمال الغربي من أوريساري وهو المركز الإداري للبلدية. يحدها مضيق فايكا فاين على الجانب الشمالي الشرقي. يبلغ عدد سكان القرية 4100 نسمة (اعتبارًا من 1 يناير 2012). 
قبل الإصلاح الإداري في عام 2017 ، كانت القرية تتبع لأبرشية أوريساري. 

## قلعة ماسيلينا
تشتهر ماسي بقلعة ماسيلينا (بالألمانية: Soneburg)‏ ، والتي كانت في العصور الوسطى بمثابة مركز سارما الشرقية وموهو. تم إنشائها في عام 1345 على يد Livonian Order ' Landmeister Burchard von Dreileben بعد إخماد ثورة سانت جورج. بنيت القلعة الأولى من الخشب ولكن بعد فترة وجيزة أعيد بناؤها من جديد باستعمال الحجر. القلعة دمرت مرتين في الحرب ليفونينة. منذ ذلك الحين بقيت على حالها كأنقاض. 

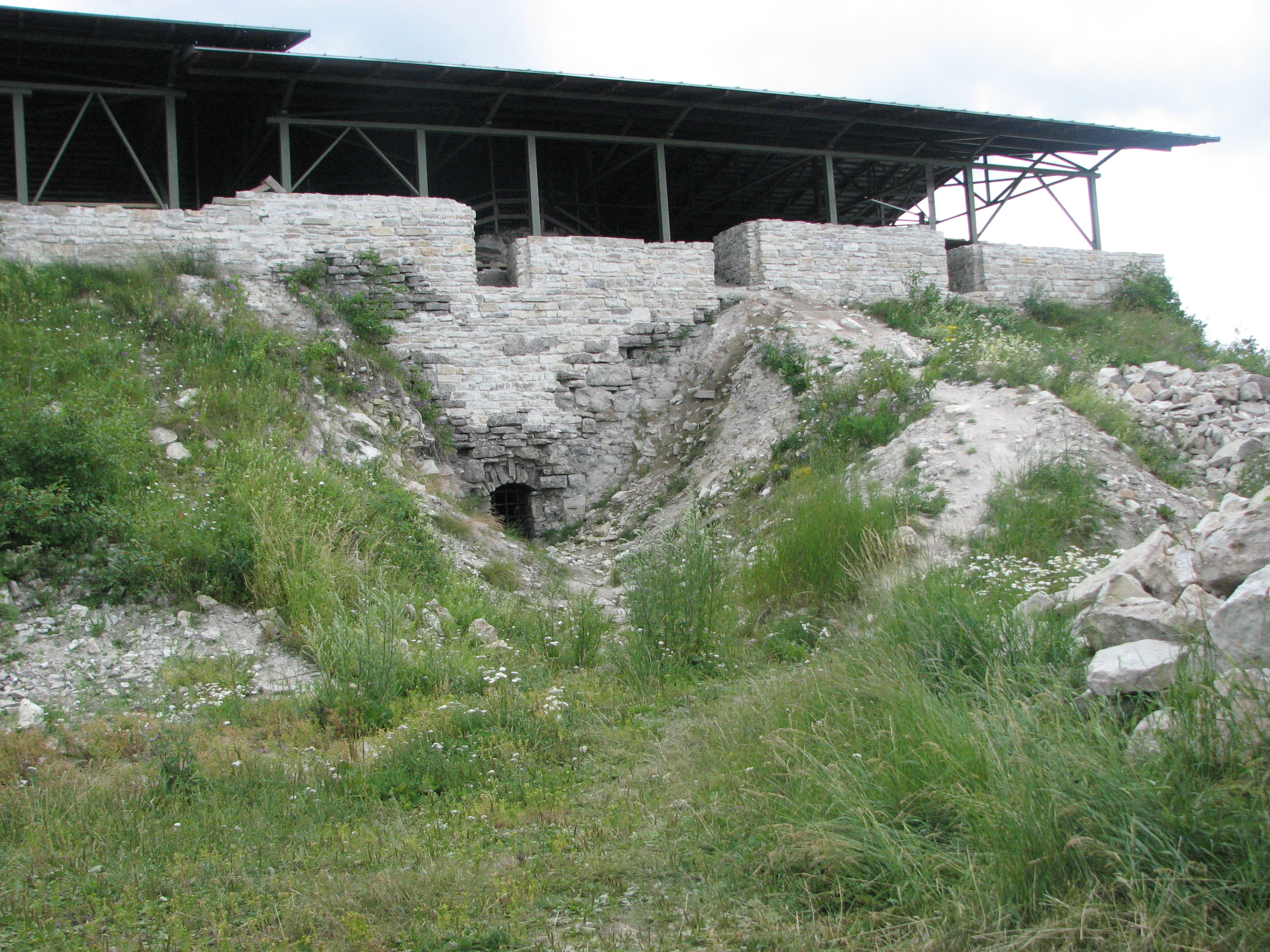
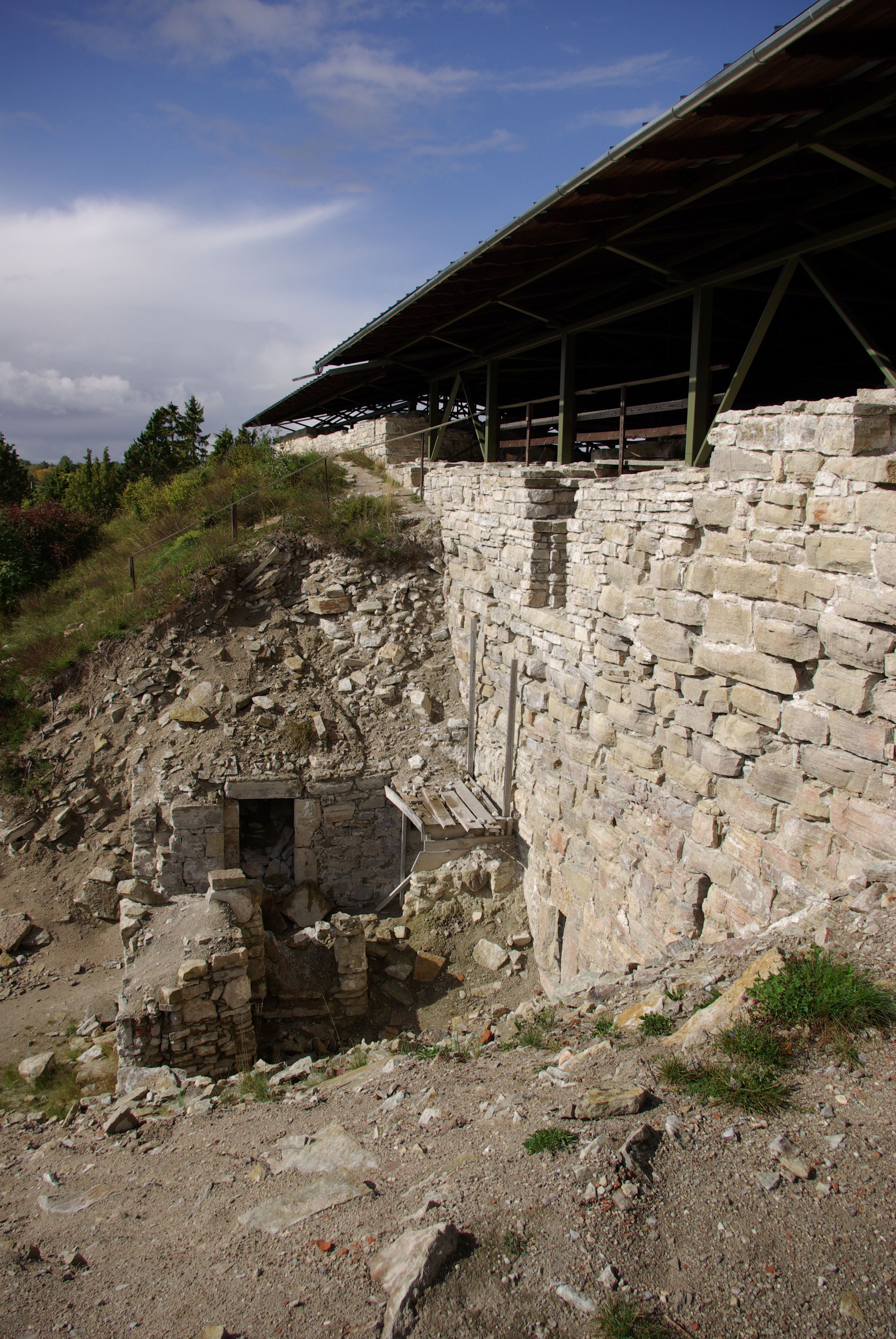
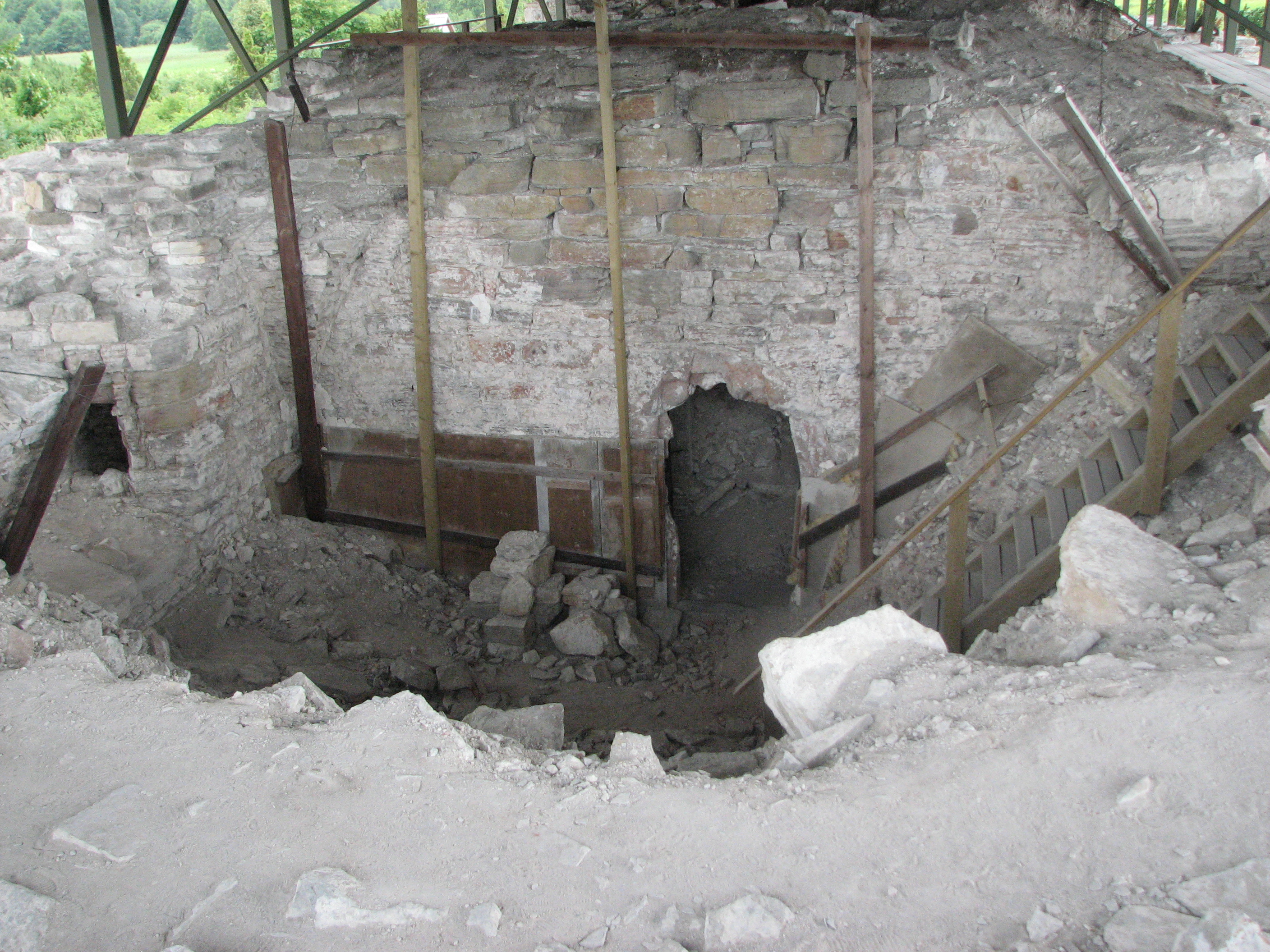
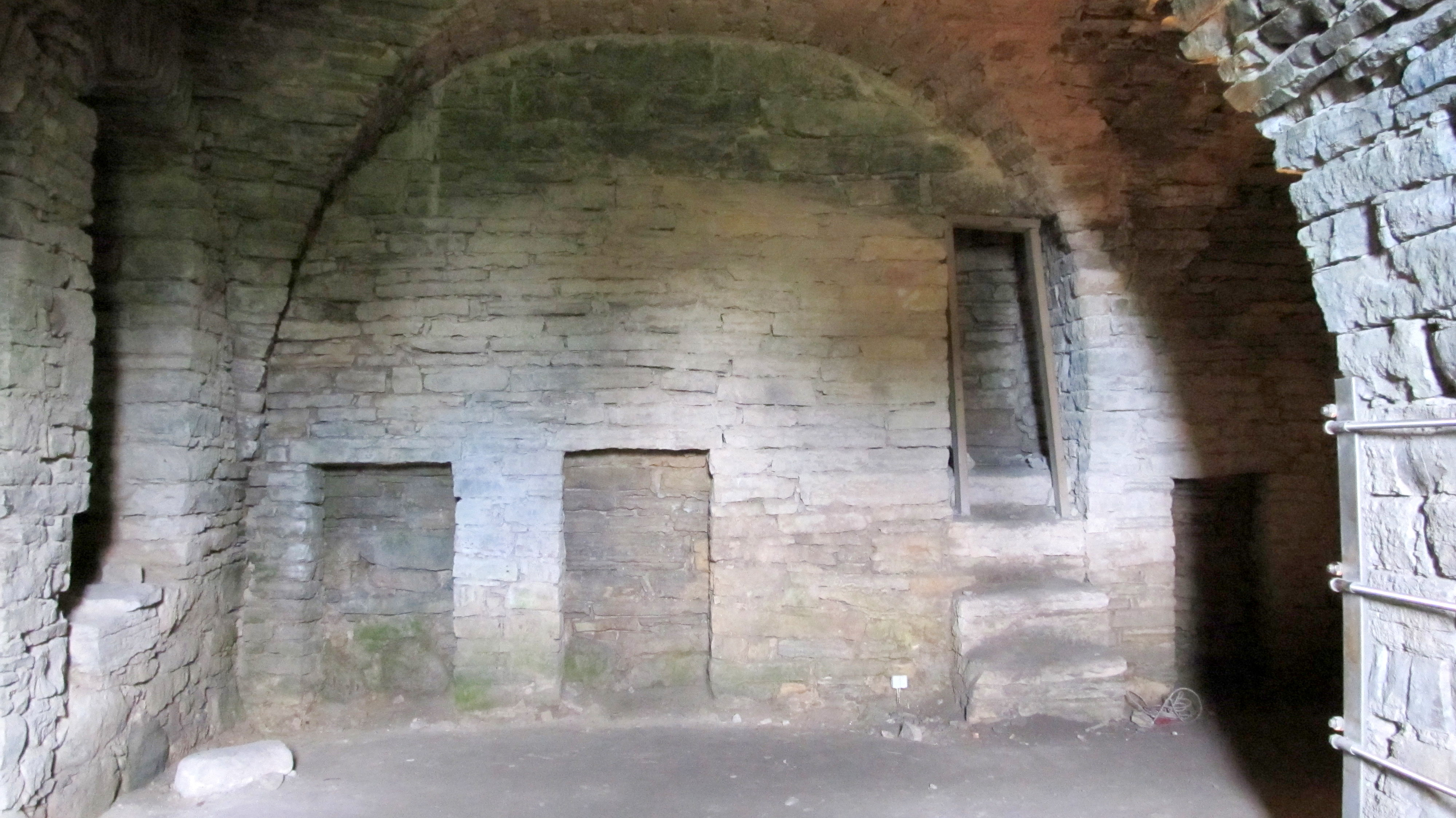